# Vedutismo

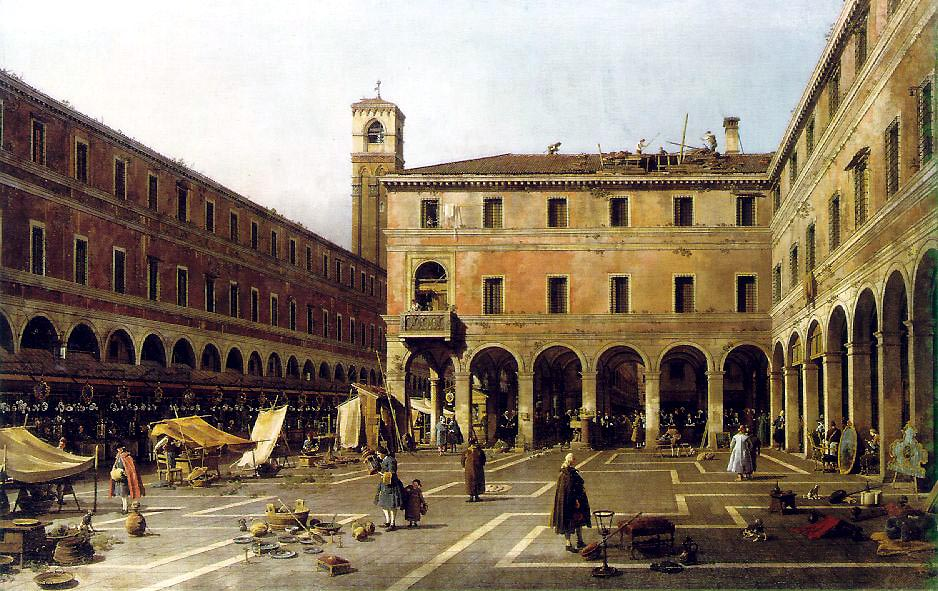
Il Campo di Rialto, Canaletto

Il Vedutismo è un genere pittorico nato nel Settecento che si occupa di paesaggi o di città riprese dal vero. Questa corrente si sviluppa soprattutto a Venezia: emblema del vedutismo italiano e città natale di molti vedutisti, i suoi scorci e i giochi di colore dell'acqua dei canali con le architetture furono oggetto di ritratto frequente.

## Storia
Nel 1700 nasce un nuovo genere artistico, il "Vedutismo". A caratterizzare questo periodo sono le "vedute", paesaggi sia naturali che cittadini, ed è da esse che prende nome. Questo movimento si sviluppa in particolar modo a Venezia grazie alla sua particolarità e suggestività.
È possibile distinguere due filoni:
1. Capriccio dove vengono rappresentati paesaggi o totalmente di fantasia oppure costituiti da elementi reali ma tratti da luoghi differenti risultando così molto più pittoresco e teatrale;
2. La veduta realistica: quest'ultima preferisce invece riprodurre oggettivamente la realtà ed è più direttamente influenzata dalle teorie illuministe.

Al secondo filone appartengono la maggior parte dei pittori, molto spesso però i pittori passano da uno all'altro filone (lo stesso Antonio Canal ne è un esempio). Il precursore del vedutismo più oggettivo è l'olandese Gaspar Van Wittel che opera soprattutto a Roma ma che durante un soggiorno a Venezia, durante il quale aveva fatto dei disegni della città, poi trasformati in dipinti, inaugura e dà l'idea di una rappresentazione dell'atmosfera suggestiva di alcuni scorci veneziani (individua quindi per primo gli scorci che poi il Canaletto renderà famosi).
Può sembrare strano sentir parlare di una corrente vedutista nel '700 quando in realtà vedute naturali e cittadine sono assai presenti nella storia dell'Arte (esempio: rinascimento Bellini e Mantegna). La differenza con il Vedutismo è che i paesaggi sono solo lo sfondo dell'azione umana e sono finalizzati ad essa, ossia la natura non è protagonista ed a sé stante, tanto che a volte viene creata appositamente dall'artista di modo da adattarsi all'uomo (vedi Mantegna Orazione nell'orto). Anche gli elementi naturali e architettonici non hanno valore reale ma un significato ideale che risulta essere sempre collegato all'uomo. Con il Vedutismo invece per la prima volta il paesaggio viene rappresentato in maniera oggettiva e “scientifica”. Quest'ultima parola risulta essere significativa e aiuta a comprendere come l'arte vedutista (del secondo tipo) si ricolleghi all'ideologia illuminista che si andava diffondendo proprio in quel periodo, secondo cui l'approccio con la realtà circostante deve essere di tipo scientifico e oggettivo e il reale compreso con i “lumi” della ragione.
Le opere vedutiste sono molto richieste dalla committenza locale (Venezia) e straniera del tempo proprio per la loro oggettività.
I motivi di queste richieste sono essenzialmente due:
1. gli intellettuali interessati all'arte richiedono quadri delle vedute che hanno osservato con ammirazione;
2. coloro che non possono permettersi viaggi vogliono almeno una rappresentazione di luoghi famosi (corrispettivo delle cartoline moderne).

È evidente che a tali scopi le opere devono essere curate nel dettaglio e devono essere il più possibile coincidenti con la realtà ed è per questo motivo che viene utilizzata la “camera ottica ” che faceva arrivare la luce su uno specchio il quale proiettava su una parete l'immagine rovesciata e sfocata che dopo esser stata raddrizzata veniva messa a fuoco su un foglio per poi essere ricalcata in uno schizzo dall'artista di modo da avere proporzioni, distanze e prospettive perfette. Questi schizzi venivano successivamente rielaborati e dipinti in studio. Con la camera ottica non viene meno la personalità e l'originalità dell'artista, ma anzi è un aiuto a dir poco necessario al raggiungimento dell'ideale scientifico illuminista, che voleva anche opporsi alla perdita di chiarezza del reale creata dal Barocco e dalla sua eccessività.
Tra i principali artisti del Vedutismo troviamo: Gaspar van Wittel (1653-1736), Luca Carlevarijs (1663-1730), Jan Frans van Bloemen (1662-1749), Antonio Canal, detto Canaletto (1697-1768), Bernardo Bellotto  (nipote e allievo di Canaletto 1721-1780), Francesco Guardi (1712-1793), Michele Marieschi (1710-1743) e Giovanni Paolo Pannini (1691-1765).

### XIX secolo
Nel tardo XIX secolo, la pittura di veduta subì un'evoluzione significativa: mentre in precedenza l'accuratezza topografica era un elemento centrale, questa funzione iniziò progressivamente a essere delegata alla fotografia, mezzo sempre più diffuso e apprezzato per la sua capacità di documentare con precisione il paesaggio urbano. Di conseguenza, molti artisti si orientarono verso una rappresentazione più personale e atmosferica, privilegiando la resa delle impressioni, della luce  e degli effetti cromatici.

In questo contesto, Venezia divenne una meta privilegiata per numerosi pittori stranieri, tra cui Antonietta Brandeis, Martín Rico y Ortega, Marià Fortuny i Marsal, Antonio María De Reyna Manescau, Rafael Senet e Federico del Campo. Questi artisti risposero alla forte domanda del mercato internazionale con vedute della città che, pur mantenendo una base realistica, erano appunto caratterizzate da un tocco pittorico più evocativo e suggestivo. La loro produzione, quasi interamente dedicata a soggetti veneziani e italiani, divenne particolarmente apprezzata per la capacità di coniugare precisione architettonica e sensibilità impressionistica.

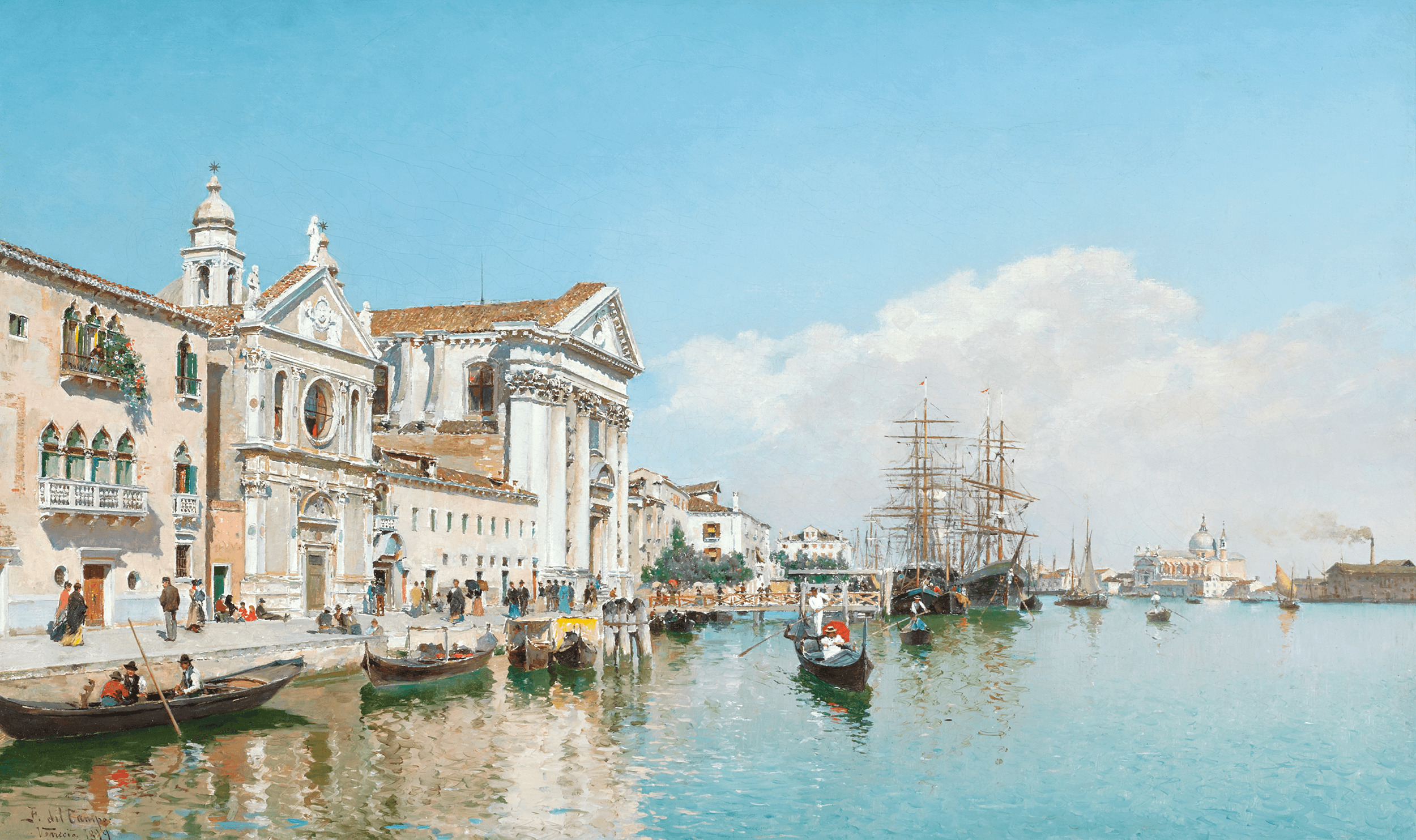
Santa Maria del Rosario a Venezia di Federico del Campo, 1899